# Melita Lemut Bajec
Melita Lemut Bajec, docentka, znanstvena sodelavka, raziskovalka, doktorica znanosti s področja Zgodnjega učenja in poučevanja. * 30. marec 1977.

## Življenje, izobraževanje
Melita Lemut Bajec je po končani osnovni šoli srednješolsko izobraževanje zaključila na Srednji šoli Veno Pilon Ajdovščina, kjer je obiskovala gimnazijski program. Študij na Filozofski fakulteti Univerze v Ljubljani je zaključila leta 2001 z diplomskima deloma Women Characters in Jane Austen Novels : Emma and Persuasion (mentor Igor Maver) in Textisotopie im Deutschen (mentor Stojan Bračič). Tako je pridobila naziv profesorica angleščine in nemščine. 
V študijskem letu 2001/2002 se je vpisala na podiplomski magistrski program Ameriške študije, katerega je zaključila z zagovorom magistrskega dela Mit Divjega zahoda v ameriški književnosti 19. stoletja. Tako je pridobila naziv magistrica znanosti s področja ameriških študij. 
V študijskem letu 2018/2019 se je vpisala na doktorski študijski program Zgodnje učenje in poučevanje na Pedagoški fakulteti Univerze na Primorskem. Leta 2022 je zagovarjala doktorsko disertacijo z naslovom Pristop CLIL skozi vsebine kulturne dediščine v splošni gimnaziji pod mentorstvom izr. prof. dr. Silve Bratož in somentorstvom izr. prof. dr. Tine Štemberger. Tako je pridobila naziv doktorica znanosti s področja Zgodnjega učenja in izobraževanja. 
Za doktorsko disertacijo je prejela tudi študentsko nagrado Pedagoške fakultete Univerze na Primorskem. 

## Delo
Septembra 2000 se je zaposlila kot učiteljica angleščine na Osnovni šoli Dobravlje.
Od leta 2001 do leta 2022 je bila zaposlena na Srednji šoli Veno Pilon Ajdovščina (najprej je poučevala nemščino, nato pa angleščino) v programih gimnazije in predšolske vzgoje. Od leta 2001 do leta 2003 je poučevala tudi na takratni Politehniki Univerze v Novi Gorici.
V letu 2022/2023 se je zaposlila na Fakulteti za humanistične študije Univerze na Primorskem.
V akademskem letu 2024/2025 se je zaposlila na Pedagoški fakulteti univerze v Ljubljani. Usposobila se je kot docentka na področju angleščine v izobraževanju. 
Na Pedagoški fakulteti Univerze v Ljubljani poučuje predmete s področja slovnice in fonetike angleškega jezika ter angleščine v osnovnošolskem kurikulu na smeri razrednega pouka, študente socialne pedagogike in surdologopedije pa strokovno angleščino. 

## Projekti in  programi
Na Srednji šoli Veno Pilon Ajdovščina je sodelovala v organizacijskih odborih razvojno-raziskovalnih programov:
Mreže učečih se šol in vrtcev; Ustvarjanje klime za boljše odnose in večje zadovoljstvo sodelavcev (2015-2016); nosilec projekta: Šola za ravnatelje.
Mreže učečih se šol in vrtcev; Karierni in profesionalni razvoj strokovnih delavcev (2016-2018); nosilec projekta: Šola za ravnatelje.
OBJEM (Bralna pismenost in razvoj slovenščine) (2017-2022); nosilec projekta: Zavod RS za šolstvo, Ministrstvo za izobraževanje, znanost in šport in Evropski socialni sklad.
POGUM (Krepitev kompetence podjetnosti in spodbujanje prožnega prehajanja med izobraževanjem in okoljem v osnovnih šolah) (2019-2022); nosilec projekta: Zavod RS za šolstvo, Ministrstvo za izobraževanje, znanost in šport in Evropski socialni sklad.
Bila je vodja kakovosti v razvojno-raziskovalnem projektu Vzpostavitev, dopolnitev in pilotni preizkus modela ugotavljanja in zagovarjanja kakovosti na področju vzgoje in izobraževanja - OPK; nosilec projekta: Ministrstvo za okolje in prostor, Ministrstvo za izobraževanje, znanost in šport, Center RS za poklicno izobraževanje, Center šolskih in obšolskih dejavnosti, Andragoški center Slovenije in Zavod RS za šolstvo.
Organizirala, vodila oziroma izvajala je razne prireditve ter okrogle mize.
Leta 2020 je skupaj z dijaki izdala fiktivno slovensko angleško zgodbo Tista o dečku in čebelah (A Story of a Boy and his Love for the bees).
Med leti 2012 in 2017 je bila urednica šolskega glasila Izvir in urednica strani v lokalnem časopisu Latnik.
Med leti 2019 in 2021 je sodelovala pri ciljno-raziskovalnem projektu V6-1922 Dediščina v akciji: participativne metode in digitalni učni viri za vključevanje mladih v dediščinske prakse in izobraževalno-vzgojne vsebine.
Trenutno je aktivna pri CRP projektu MOJEMOČ/MYLANGHT (2024-2026).
Bila je na Radioteleviziji Slovenije, sodelovala je v oddaji Vklop, imela je prispevek v oddaji Poletni jutranji val. Predavala je že na nekaterih tujih univerzah. 